# Villevieux
Villevieux település Franciaországban, Jura megyében. Lakosainak száma 707 fő (2022. január 1.). Villevieux Bletterans, Fontainebrux, Larnaud és Ruffey-sur-Seille községekkel határos.

## Népesség
A település népessége az elmúlt években az alábbi módon változott:
| Lakosok száma | 492  | 600  | 631  | 712  | 725  | 714  | 712  | 712  | 711  | 707  |
|               | 1968 | 1982 | 1990 | 2006 | 2013 | 2015 | 2017 | 2019 | 2020 | 2022 |